# Saurmag I
Saurmag I (en georgiano: საურმაგ I) fue un monarca de Kartli (antiguo reino georgiano conocido como Iberia en las fuentes del periodo de la Antigüedad clásica), que gobernó desde el 234 a. C. hasta el 159 a. C. según sugiere el Profesor Tourmanoff. Pertenecía a la Dinastía Parnavaziana.
Llegó al trono al suceder a su padre, después de morir Parnavaz I de Iberia en 237 a. C. Hay algunas incongruencias en las fechas de su reinado, que parece extrañamente largo para la época.
En 190 a. C. los seléucidas perdieron Armenia que quedó en manos de los gobernadores Artaxe y Zariadres, que se proclamaron reyes de Armenia y de Armenia Sofene. Las luchas por la corona en Iberia debilitaron el reino, y los armenios ocuparon Gogarena y Khorzena. Así mismo el reino de Egressi aprovechó para apoderarse de una parte de los territorios occidentales.
Murió en 162 a. C. sin descendencia y fue sucedido por su yerno, Mirian I.
| Predecesor: Parnavaz I de Iberia | Rey de Iberia 237 a. C.-162 a. C. | Sucesor: Mirian I de Iberia |

- Datos: Q1854466